# Blakea hispida
Blakea hispida är en tvåhjärtbladig växtart som beskrevs av Markgr.. Blakea hispida ingår i släktet Blakea och familjen Melastomataceae. Inga underarter finns listade i Catalogue of Life.